# Múscul crural
El múscul vast intermedi o múscul crural té el seu origen en els dos terços superiors de la cara anterior i lateral del fèmur, està sota del múscul recte anterior i de la part lateral del septe intermuscular. Les seves fibres acaben en una aponeurosi superficial, que forma part del tendó quadricipital. El múscul vast intern i el vast intermedi formen una unitat inseparable, però en retirar el recte anterior, s'observa un interval angost que s'estén en forma ascendent, des de la vora medial de la ròtula, entre els dos músculs, fins al nivell de la part inferior de la línia intertrocantèrica.

## Imatges

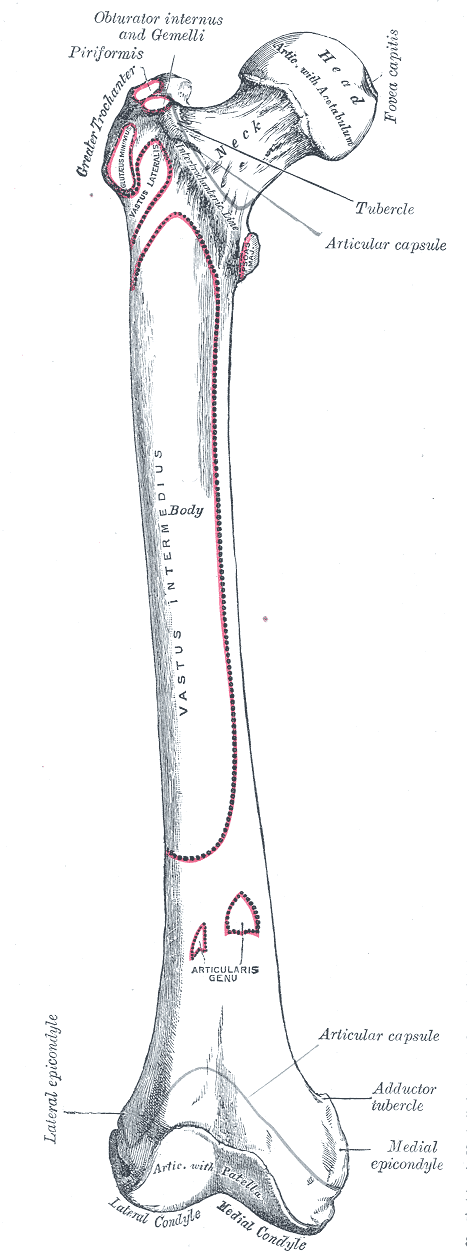
Superfície anterior del fèmur dret.
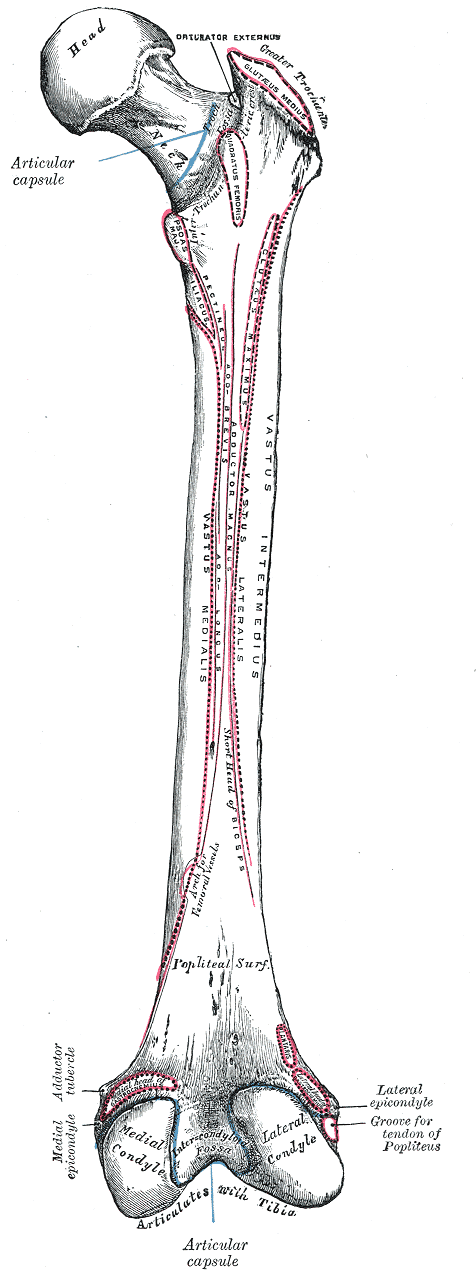
Superfície posterior del fèmur dret.
Músculs de la regió ilíaca i femoral anterior.
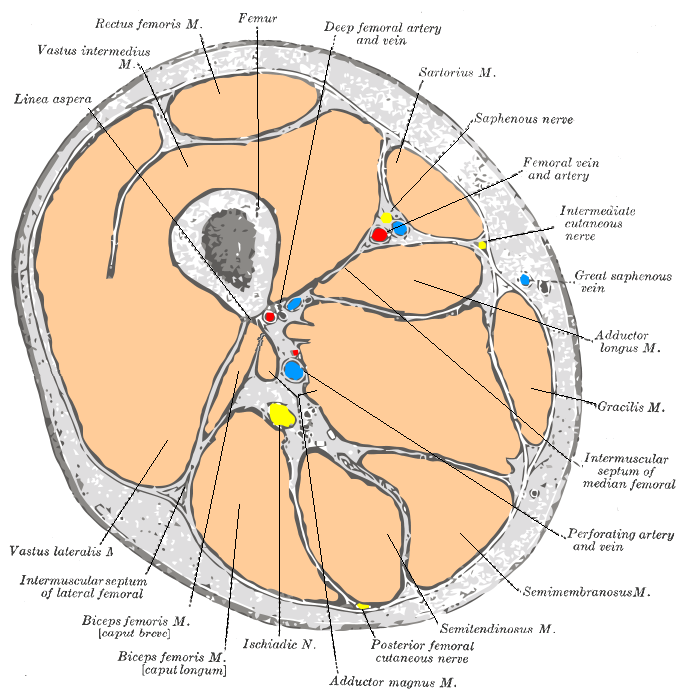
Estructures de la secció transversal del terç mig del múscul